# Згорња Јевница
Згорња Јевница (словен. Zgornja Jevnica) је насељено место у општини Литија, Засавска регија, Словенија.

## Историја
До територијалне реорганизације у Словенији била је у саставу старе општине Литија.

## Становништво
У попису становништва из 2011. године, Згорња Јевница је имала 65 становника.
| Број становника према пописима | Број становника према пописима | Број становника према пописима |
| ------------------------------ | ------------------------------ | ------------------------------ |
| 1991                           | 2002                           | 2011                           |
| 66                             | 55                             | 65                             |

Напомена: Године 1989. настала издвајањем дела из насеља Јевница.